# Orthoceras (animal)
Orthocère
Pour les articles homonymes, voir Orthoceras.
Genre
Orthoceras (orthocère en français) est un genre fossile de mollusques céphalopodes.
Les orthocères ont vécu durant l'ère du Paléozoïque, de l'Ordovicien il y a environ 470 Ma (millions d'années) jusqu'à la fin du Permien où ils ont disparu lors de la grande extinction Permien-Trias il y a environ 252 Ma.

## Étymologie
Orthoceras signifie « corne droite » en grec.

## Description

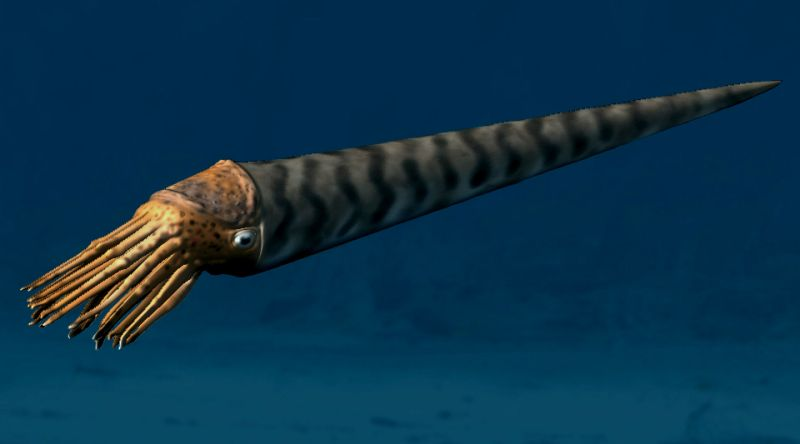
Orthoceras (Dessin numérique par Nobu Tamura).

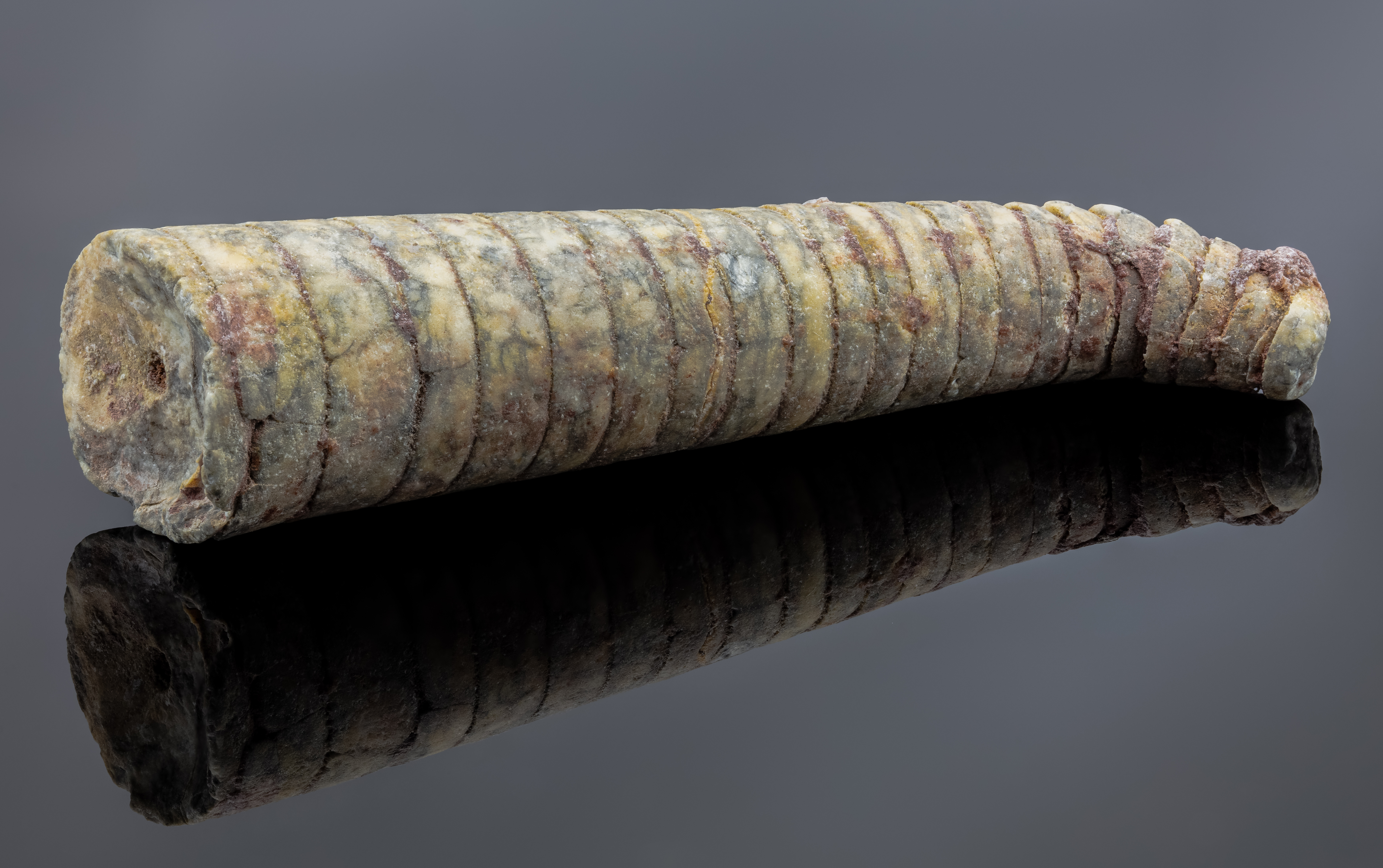
Orthoceras trouvé au Maroc à Arfoud.

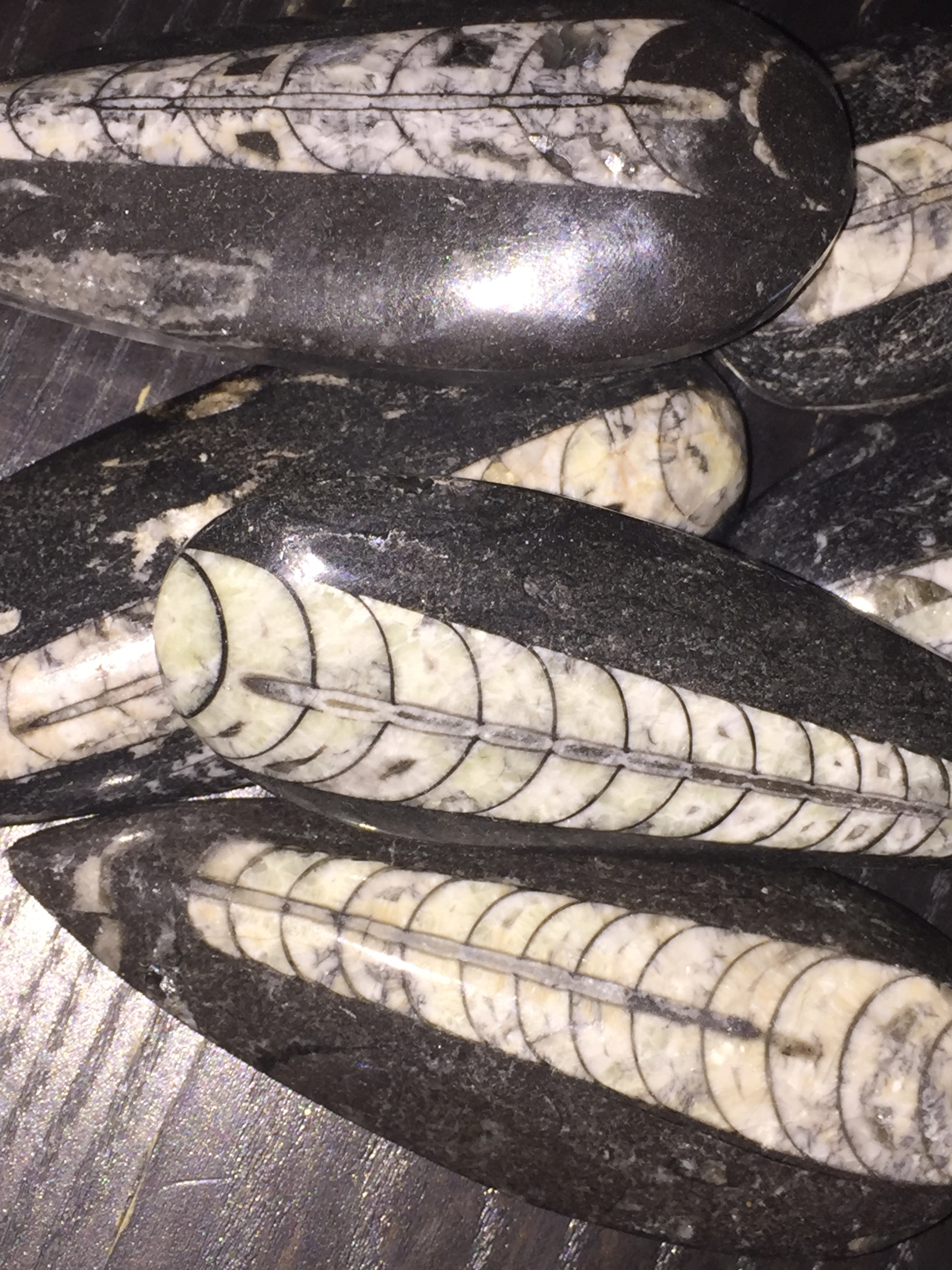
Orthoceras

Les orthocères étaient des céphalopodes à coquille univalve, comme le sont aujourd'hui leurs lointains cousins les nautiles, mais la coquille des orthocères était droite, d'où leur nom. La taille des espèces varie de quelques centimètres à onze mètres de longueur pour les plus grands membres de cette famille. Comme tous les nautiloïdes (et à la différence des ammonoïdes) le siphon qui relie les loges de la coquille est en position axiale. Les nautiloïdes sont assez communs avec une large distribution géographique et une diversité extraordinaire dans les formes. Les grands orthocères étaient les prédateurs principaux de l'ère géologique du Paléozoïque. Le mode de vie de ces animaux reste en partie inconnu.